# Seblasmühle
Seblasmühle ist ein Gemeindeteil der Stadt Schnaittenbach, Gemarkung Forst im Landkreis Amberg-Sulzbach in der Oberpfalz in Bayern.

## Geschichte
Seblasmühle wurde erstmals 1326 als „Sebloz prope Snaitenbach“ genannt. 1419 gab Pfalzgraf Johann die Mühle, „die da heißet die Sebloß“ an Hans Wildensteiner dem Alten. Die Mühle gehörte zum Pflegamt Hirschau.
Am 1. Oktober 1938 wurde ein Großteil der Gemeinde Forst (mit dem Gemeindeteil Seblasmühle) in die Stadt Schnaittenbach eingegliedert.

## Verkehr
Die Seblasmühle liegt nördlich der Bundesstraße 14 zwischen Schnaittenbach und Wernberg-Köblitz wenige hundert Meter nach dem östlichen Ortsausgang von Schnaittenbach.
An den öffentlichen Nahverkehr ist die Seblasmühle über zwei Buslinien angebunden. Dabei handelt es sich zum einen um die Linie 44 der RBO zwischen Neuersdorf und Nabburg über Schnaittenbach (VGN-Linie 444) und zum anderen um die Linie 74 der RBO zwischen Götzendorf oder Mertenberg und Schnaittenbach.
Die nächstgelegenen Bahnhöfe befinden sich in Wernberg-Köblitz (11 km) und in Amberg (23 km).